# Diogenes van Babylon
Diogenes van Babylon (Oudgrieks: Διογένης, Diogénês) (ook bekend als Diogenes Babylonicus, Diogenes de Babyloniër en Diogenes de Stoïcijn) was een stoïcijns filosoof uit de 2e eeuw v.Chr.
Diogenes werd geboren in Seleucia aan de Tigris in Babylonië, maar verhuisde naar Athene, waar hij onderwijs volgde bij Chrysippos en de opvolger werd van Zeno van Tarsus als hoofd van de Stoïcijnse school. Hij volgde in zijn doctrine sterk de opvattingen van Chrysippos, vooral diens dialectiek. Volgens Cicero (Academia ii. 30, De Oratore ii. 38) was Diogenes het die Carneades later zou inleiden in de dialectiek.
De belangrijkste leerling van Diogenes was evenwel Panaetius van Rhodos.
Samen met Carneades en Kritolaos werd hij naar Rome gestuurd om in beroep te gaan tegen een boete van honderd talenten die door het Romeinse bestuur aan Athene was opgelegd in 155 v.Chr., naar aanleiding van de plundering van Oropos. Ze brachten er hun epideictictische redevoeringen eerst in een aantal privébijeenkomsten en vervolgens in de Romeinse Senaat. Daar wist Diogenes - volgens de overlevering - zijn publiek te charmeren met zijn sobere en gematigde manier van spreken (Gellius, vii. 14; Cicero, Acad. ii. 45).
Cicero noemt Diogenes "een groot en belangrijk stoïcijn" (De Officiis iii. 12). In het werk van de Epicureër Philodemus, dat gevonden werd in gecarboniseerde papyrusrollen tussen de ruïnes van de villa van de papyri in Herculaneum, wordt Diogenes meer besproken dan eender welke andere filosoof, uitgezonderd Epicurus zelf.

## Werk
Diogenes schreef vermeendelijk verschillende werken, waarvan echter weinig meer dan de titel overgeleverd werd.
1. Διαλεκτικὴ τέχνη (De kunst van de dialectiek; Diogenes Laertius, vii. 51)
2. De Divinatione (Cicero, De Divinatione i. 3, ii. 43)
3. over de godin Athena, wier geboorte hij, net als Chrysippos, verklaarde aan de hand van fysiologische principes. (Cicero, De Natura Deorum i. 15)
4. Περὶ τοῦ τῆς ψυχῆς ἡγεμονικοῦ (Over de leidende eigenschappen van de ziel; Galenus)
5. Περὶ φωνῆς (Over taal; Diogenes Laertius vii. 55), een traktaat dat vermoedelijk handelde over taalfilosofie.
6. Περὶ εὐγενείας (Over aristocratie door geboorte), een werk dat meerdere volumes omvatte. (Athenaeus iv. p. 168)
7. Περὶ νόμων (Over wetten), eveneens een werk in meerdere volumes, waarvan het eerste deel geciteerd wordt bij Athenaeus (xii. p. 526; cf. Cicero, De Legibus iii. 5, waar "Dio" verkeerdelijk wordt gebruikt in plaats van "Diogenes")

Er zijn meerdere passages te vinden in het werk van Cicero waaruit afgeleid kan worden dat Diogenes nog over andere onderwerpen geschreven heeft, zoals de plicht, het hoogste goed e.a. (De Officiis iii. 12, 13, 23; De Finibus iii. 10, 15; cf. C.F. Thiery, Dissertatio de Diogene Babylonio, (Louvain, 1830), p. 17, etc., and Pars posterior, p. 30, etc.)
Volgens Lucianus stierf Diogenes op 88-jarige leeftijd. Aangezien Cicero in zijn werk Cato Maior verwijst naar Diogenes' dood, moet hij gestorven zijn voor 151 v.Chr.